# 長崎謙二郎
長崎謙二郎（ながさき けんじろう、1903年11月19日-1968年6月14日）とは、日本の小説家である。主な経歴としては、1940年に第26回サンデー毎日大衆文芸で「足柄峠」で入選、1941年に第14回直木賞で「為政者」 が候補になり、1943年第6回新潮社文芸賞に「元治元年」が候補になった実績がある。

## 著書
- 1942年　元治元年 二見書房
- 1943年　もののふの歌 隆文堂
- 1947年　畫聖北齋と廣重 (學習社文庫)
- 1948年　よろめく天使 民風社
- 1954年　風流女剣法 同光社
- 1955年　恋小町 同光社
- 1955年 喧嘩大名 同光社
- 1955年 平手造酒 同光社
- 1955年 千代田城炎上 同光社
- 1956年 平安情歌 妙義出版 (風流歴史新書)
- 1956年 浪人天狗 同光社
- 1956年 剣の十字路 同光社  (新鋭書下ろし選書)
- 1956年 道鏡艶記 妙義出版
- 1957年双ツ竜直参纏 和同出版社
- 1957年 夜ざくら浪人 光風社
- 1958年 江戸っ子芸者 南旺社
- 1958年 不能者 朱雀社
- 1958年 若様とんび 和同出版社
- 1959年 萩城太平記 松下村塾の人々 第1部 刀江書院
- 1959年 日本の開拓者たち 刀江書院
- 1959年 花の旗本剣法 同光社出版
- 1959年 花の浪人街道 東京書房
- 1959年 青空花頭巾 同光社出版
- 1960年 めおと天狗流 同人社
- 1960年 天晴れ鳶 明文社

## 翻訳
- アンナ・カレーニナ /トルストイ 中村白葉共訳　金の星社 1968年 (ジュニア版世界の文学)